# Ptice trkačice
Paleognathae su jedan od dva danas živuća nadreda ptica. Pored izumrlog reda Lithornithiformes, ovaj podrazred obuhvaća redove nojevki i tinamuovki, 57 vrsta razvrstanih u 6 porodica.
Drugi podrazred ptica, Neognathae, razlikuje se od Paleognathae uglavnom drukčijom strukturom nepca. Pored toga, sve nojevke su izgubile sposobnost letenja, a niti tinamuovke nisu dobri letači. No s druge strane, nisu sve ptice koje ne lete u skupini Paleognathae. Tako pingvinke koje nemaju krila spadaju u skupinu Neognathae.
Pored toga, Paleognathae nešto slabije razlikuju boje od Neognathae.
Položaj Paleognathae u sistematici nije sasvim jasan. Tradicionalno se smatralo, da su se vrlo rano odvojili od svih drugih vrsta ptica. Novija molekularnogenetička istraživanja govore u prilog grupiranju zajedno s patkaricama (Anseriformes) i kokoškama. Druge studije polaze od kasnijeg razdvajanja Paleo- od Neognatha i vide vrapčarke (Passeriformes) kao skupinu koja se rano odvojila od svih drugih ptica.
Vidjeti i Sistematiku ptica

## Drugi projekti
|  | Zajednički poslužitelj ima još gradiva o temi Paleognathae |
|  | Wikivrste imaju podatke o taksonu Paleognathae             |